# مينرفا (فوهة)
مينرڤا (Menrva) هي أكبر فوهة على تيتان قمر زحل، يبلغ قطرها 392 كيلومتر. الفوهة هي حوض صدمي حلقي مزدوج متآكل بشكل كبير، وهي تماثل معالم صدمية على المريخ وعطارد. وهذا واضح من خلال عدم وجود قمة مركزية مما يشير إلى حدوث تغيير في سطح الفوهة منذ تكونها. تم تقدير أن مينرڤا يبلغ عمقها 2.8 كيلومتر تقريبًا.
توجد شبكة من القنوات المعروفة باسم إليڤاجار فلومينا تتدفق بعيدًا عن قمة الفوهة إلى داخل حوض مستجمع مائي.
تمت تسمية الفوهة على اسم آلهة الحكمة في الميثولوجيا الإتروسكانية مينرڤا.